# Campeonato Capixaba de Futebol de 2024 - Série A
A Série A1 do Campeonato Capixaba de Futebol de 2024 foi a 108ª edição da principal divisão do futebol do Espírito Santo. É realizado e organizado pela Federação de Futebol do Estado do Espírito Santo e disputada por 10 clubes, sendo oito participantes do Capixabão de 2023 e o campeão e vice da Série B de 2023, Jaguaré e Rio Branco VN, respectivamente.

## Regulamento
A fórmula de disputa é a mesma das cinco últimas edições. Na Primeira Fase, os dez participantes jogam entre si em turno único, com os oito melhores avançando às Quartas de Final. Os cinco times mais bem colocados na edição passado fazem cinco jogos com o mando de campo (Vitória-ES, Porto Vitória, Real Noroeste, Nova Venécia e Rio Branco-ES), os demais fazem apenas quatro jogos com o mando. A Fase Final será disputada em sistema de mata-mata, onde os clubes se enfrentam em cruzamento olímpico com jogos de ida e volta, até as Finais. Os times com melhores campanhas na Primeira Fase terão o mando de campo nos jogos de volta da Fase Final. O campeão ganha o direito de disputar a Copa do Brasil de 2025 e a Série D de 2025. As duas últimas equipes na Primeira Fase serão rebaixadas à Série B de 2025.
Critérios de desempate na primera fase
Em caso de empate em pontos ganhos, entre duas ou mais associações ao final da primeira e segunda fases, o desempate será efetuado observando-se os critérios abaixo, pela ordem:
1. maior número de vitórias até o momento;
2. maior saldo de gols até o momento;
3. maior número de gols pró até o momento;
4. vitória no confronto direto até o momento;
5. menor número de cartões amarelos até o momento;
6. menor número de cartões vermelhos até o momento; e
7. sorteio

## Participantes
| Pos. | Rebaixados da Série A de 2023 |
| ---- | ----------------------------- |
| 9º   | Vilavelhense                  |
| 10º  | Atlético Itapemirim           |

| Pos. | Promovidos da Série B de 2023 |
| ---- | ----------------------------- |
| 1º   | Jaguaré                       |
| 2º   | Rio Branco VN                 |

| Clube                                              | Cidade                  | Temporada 2023 | Estádio               | Capacidade | Títulos (último)    |
| -------------------------------------------------- | ----------------------- | -------------- | --------------------- | ---------- | ------------------- |
| Associação Desportiva Ferroviária Vale do Rio Doce | Cariacica               | 7º             | Engenheiro Araripe    | 7 700      | 18 (último em 2016) |
| Estrela do Norte Futebol Clube                     | Cachoeiro de Itapemirim | 8º             | Sumaré                | 6 000      | 1 (em 2014)         |
| Associação Jaguaré Esporte Clube                   | Jaguaré                 | 1º (Série B)   | Conilon               | 8 000      | 0 (não possui)      |
| Nova Venécia Futebol Clube                         | Nova Venécia            | 2º             | Arena do Leão         | 3 000      | 0 (não possui)      |
| Porto Vitória Futebol Clube                        | Vitória                 | 3º             | Kleber Andrade        | 22 000     | 0 (não possui)      |
| Real Noroeste Capixaba Futebol Clube               | Águia Branca            | 1º             | José Olímpio da Rocha | 5 281      | 3 (último em 2023)  |
| Rio Branco Atlético Clube (Rio Branco-ES)          | Vitória                 | 5º             | Kleber Andrade        | 21 800     | 37 (último em 2015) |
| Rio Branco Futebol Clube (Rio Branco VN)           | Venda Nova do Imigrante | 2º (Série B)   | Olímpio Perim         | 2 100      | 1 (em 2020)         |
| Sociedade Desportiva Serra Futebol Clube           | Serra                   | 6º             | Robertão              | 2 000      | 6 (último em 2018)  |
| Vitória Futebol Clube                              | Vitória                 | 4º             | Salvador Costa        | 3 000      | 10 (último em 2019) |

## Primeira fase

### Classificação
| Pos | Equipe                 | Pts | J | V | E | D | GP | GC | SG | Classificação ou descenso         |
| --- | ---------------------- | --- | - | - | - | - | -- | -- | -- | --------------------------------- |
| 1   | Rio Branco-ES          | 19  | 9 | 6 | 1 | 2 | 13 | 5  | +8 | Classificados para a fase final   |
| 2   | Real Noroeste          | 18  | 9 | 5 | 3 | 1 | 17 | 9  | +8 | Classificados para a fase final   |
| 3   | Desportiva Ferroviária | 16  | 9 | 4 | 4 | 1 | 13 | 11 | +2 | Classificados para a fase final   |
| 4   | Porto Vitória          | 15  | 9 | 4 | 3 | 2 | 9  | 8  | +1 | Classificados para a fase final   |
| 5   | Jaguaré                | 14  | 9 | 3 | 5 | 1 | 8  | 8  | 0  | Classificados para a fase final   |
| 6   | Rio Branco VN          | 10  | 9 | 2 | 4 | 3 | 8  | 9  | −1 | Classificados para a fase final   |
| 7   | Vitória-ES             | 9   | 9 | 2 | 3 | 4 | 11 | 11 | 0  | Classificados para a fase final   |
| 8   | Nova Venécia           | 8   | 9 | 1 | 5 | 3 | 7  | 12 | −5 | Classificados para a fase final   |
| 9   | Serra                  | 5   | 9 | 1 | 2 | 6 | 11 | 16 | −5 | Rebaixados para a Série B de 2025 |
| 10  | Estrela do Norte       | 4   | 9 | 0 | 4 | 5 | 2  | 10 | −8 | Rebaixados para a Série B de 2025 |

### Partidas
| 18 de janeiro | Porto Vitória        | 1 – 0 | Rio Branco-ES | Robertão                                                                          |
| 19:00         | Anderson Silva 90+2' |       |               | Público: 342 Renda: R$ 5.340,00 Árbitro: Dyorgines José Padovani de Andrade (CBF) |

| 19 de janeiro | Real Noroeste     | 1 – 2 | Jaguaré                               | José Olímpio da Rocha                                                    |
| 19:00         | Igor Santos 90+8' |       | 38' Julio César · 69' Matheus Firmino | Público: 150 Renda: R$ 2.500,00 Árbitro: Raphael Garcia de Andrade (FES) |

| 19 de janeiro | Serra | 0 – 1 | Desportiva Ferroviária | Robertão                                                              |
| 20:00         |       |       | 16' Victor Rangel      | Público: 1,030 Renda: R$ 19.000,00 Árbitro: Arthur Gomes Rabelo (CBF) |

| 20 de janeiro | Nova Venécia     | 1 – 0 | Rio Branco VN | Arena do Leão                                                           |
| 15:30         | Celsinho 88' (p) |       |               | Público: 501 Renda: R$ 5.550,00 Árbitro: Cleyton Barboza Raimundo (FES) |

| 20 de janeiro | Vitória-ES              | 2 – 0 | Estrela do Norte | Salvador Costa                                                          |
| 16:00         | Foguete 43' · Henan 58' |       |                  | Público: 760 Renda: R$ 15.325,00 Árbitro: Wesley Silva dos Santos (FES) |

| 23 de janeiro | Jaguaré | 0 – 0 | Porto Vitória | Conilon                                                                      |
| 19:00         |         |       |               | Público: 497 Renda: R$ 8.940,00 Árbitro: Marcos Felipe Martins Machado (CBF) |

| 23 de janeiro | Vitória-ES                           | 3 – 1 | Serra          | Salvador Costa                                                           |
| 20:00         | Henan 35' · Dodô 49' · Carlinhos 81' |       | 84' Zé Gatinha | Público: 577 Renda: R$ 10.075,00 Árbitro: Davi de Oliveira Lacerda (CBF) |

| 24 de janeiro | Estrela do Norte | 0 – 0 | Nova Venécia | Sumaré                                                                |
| 19:00         |                  |       |              | Público: 390 Renda: R$ 4.640,00 Árbitro: Wendel Loureiro Cabral (FES) |

| 24 de janeiro | Rio Branco-ES                                                            | 4 – 0 | Desportiva Ferroviária | Kleber Andrade                                                            |
| 20:00         | Gustavo Carbonieri 2' · Kieza 8' · Aloísio 13' (p) · Rodrigo Carioca 28' |       |                        | Público: 4,090 Renda: R$ 83.420,00 Árbitro: Wesley Silva dos Santos (FES) |

| 10 de fevereiro | Rio Branco VN      | 1 – 1 | Real Noroeste   | Olímpio Perim |
| 15:00           | Willian Bersan 65' |       | 18' Pedro Pires |               |

| 27 de janeiro | Nova Venécia                        | 2 – 2 | Vitória-ES                          | Arena do Leão                                                      |
| 15:00         | Diego Fernandes 46' · Gutemberg 52' |       | 64' Marco Antônio · 90+8' Carlinhos | Público: 568 Renda: R$ 6.060,00 Árbitro: Arthur Gomes Rabelo (CBF) |

| 27 de janeiro | Desportiva Ferroviária | 0 – 0 | Jaguaré | Engenheiro Araripe                                                                 |
| 17:00         |                        |       |         | Público: 655 Renda: R$ 10.440,00 Árbitro: Dyorgines Jose Padovani de Andrade (CBF) |

| 27 de janeiro | Serra      | 1 – 2 | Rio Branco-ES                             | Robertão                                                     |
| 20:00         | Gugu 90+6' |       | 27' Matheus Costa · 90+4' Rodrigo Carioca | Público: 335 Renda: R$ 6.000,00 Árbitro: Fabiano Alves (FES) |

| 28 de janeiro | Porto Vitória                | 2 – 1 | Rio Branco VN | Kleber Andrade                                                 |
| 10:00         | Ferrugem 82' · Klysman 90+5' |       | 73' Sorriso   | Público: 202 Renda: R$ 1.440,00 Árbitro: Igor Borges Luz (FES) |

| 28 de janeiro | Real Noroeste | 1 – 0 | Estrela do Norte | José Olímpio da Rocha                                                   |
| 17:00         | Robert 52'    |       |                  | Público: 26 Renda: R$ 360,00 Árbitro: Rafael Lourenço de Oliveira (FES) |

| 30 de janeiro | Nova Venécia       | 1 – 1 | Serra        | Arena do Leão                                                            |
| 15:00         | Diego Fernandes 7' |       | 2' Baianinho | Público: 381 Renda: R$ 3.330,00 Árbitro: Raphael Garcia de Andrade (FES) |

| 30 de janeiro | Jaguaré                                    | 2 – 2 | Rio Branco-ES   | Conilon                                                                  |
| 19:00         | Matheus Firmino 40' · Augusto Potiguar 62' |       | 50', 73' Edinho | Público: 809 Renda: R$ 15.180,00 Árbitro: Davi de Oliveira Lacerda (CBF) |

| 31 de janeiro | Vitória-ES                     | 2 – 3 | Real Noroeste                             | Salvador Costa                                                          |
| 19:00         | Édson Silva 8' · Carlinhos 18' |       | 2' Pedro Pires · 52' Wembley · 66' Morais | Público: 661 Renda: R$ 12.625,00 Árbitro: Wesley Silva dos Santos (FES) |

| 31 de janeiro | Rio Branco VN                                 | 3 – 3 | Desportiva Ferroviária                  | Olímpio Perim                                                                |
| 19:45         | Canário 18' · Sorriso 56' · Bruno Barbosa 70' |       | 1' Willyan Sotto · 43', 51' Luiz Felipe | Público: 507 Renda: R$ 8.385,00 Árbitro: Marcos Felipe Martins Machado (CBF) |

| 01 de fevereiro | Estrela do Norte | 1 – 1 | Porto Vitória       | Sumaré                                                                   |
| 20:00           | Andinho 70'      |       | 51' (p) Caio Wilker | Público: 283 Renda: R$ 1.660,00 Árbitro: Jorge Alberto Gomes Knaak (FES) |

| 02 de fevereiro | Serra                                                         | 5 – 0 | Jaguaré | Robertão                                          |
| 20:00           | Gugu 35', 49' · Igor Oliveira 62' · Kauê 77' · André Zoro 87' |       |         | Árbitro: Dyorgines Jose Padovani de Andrade (CBF) |

| 03 de fevereiro | Rio Branco-ES | 1 – 0 | Rio Branco VN | Kleber Andrade                           |
| 16:00           | Jonata 60'    |       |               | Árbitro: Raphael Garcia de Andrade (FES) |

| 04 de fevereiro | Real Noroeste   | 1 – 1 | Nova Venécia        | José Olímpio da Rocha |
| 15:00           | Pedro Pires 44' |       | 52' Diego Fernandes |                       |

| 04 de fevereiro | Desportiva Ferroviária                    | 2 – 0 | Estrela do Norte | Engenheiro Araripe |
| 16:00           | Willyan Sotto 12' · Victor Rangel 63' (p) |       |                  |                    |

| 05 de fevereiro | Porto Vitória | 0 – 0 | Vitória-ES | Kleber Andrade |
| 19:00           |               |       |            |                |

| 06 de fevereiro | Rio Branco VN | 0 – 0 | Jaguaré | Olímpio Perim |
| 19:45           |               |       |         |               |

| 07 de fevereiro | Real Noroeste                                                              | 5 – 1 | Serra              | José Olímpio da Rocha |
| 19:00           | Juninho Potiguar 13', 21' (p) · Wembley 46' · Robert 57' · Igor Santos 75' |       | 85' (p) Zé Gatinha |                       |

| 07 de fevereiro | Estrela do Norte | 0 – 1 | Rio Branco-ES | Sumaré |
| 20:00           |                  |       | 75' Edinho    |        |

| 08 de fevereiro | Nova Venécia        | 1 – 3 | Porto Vitória                                          | Arena do Leão |
| 15:00           | Diego Fernandes 24' |       | 38' Kauã Cristian · 54' Lessinho · 90+8' Elton Martins |               |

| 08 de fevereiro | Vitória        | 1 – 2 | Desportiva Ferroviária        | Salvador Costa |
| 19:00           | João Paulo 32' |       | 57' Patrick · 79' Luiz Felipe |                |

| 15 de fevereiro | Porto Vitória | 0 – 2 | Real Noroeste   | Kleber Andrade |
| 19:00           |               |       | 10', 47' Robert |                |

| 16 de fevereiro | Serra | 0 – 1 | Rio Branco VN | Robertão |
| 20:00           |       |       | 17' Pepeu     |          |

| 17 de fevereiro | Desportiva Ferroviária | 1 – 1 | Nova Venécia            | Engenheiro Araripe |
| 15:00           | Victor Rangel 83'      |       | 53' (p) Diego Fernandes |                    |

| 17 de fevereiro | Jaguaré                                   | 2 – 0 | Estrela do Norte | Conilon |
| 18:00           | Matheus Firmino 49' (p) · Gil Mineiro 80' |       |                  |         |

| 18 de fevereiro | Rio Branco-ES | 1 – 0 | Vitória-ES | Kleber Andrade |
| 10:30           | Edinho 83'    |       |            |                |

| 21 de fevereiro | Porto Vitória     | 2 – 1 | Serra    | Kleber Andrade |
| 19:00           | Ferrugem 56', 88' |       | 17' Gugu |                |

| 24 de fevereiro | Vitória-ES | 0 – 0 | Jaguaré | Salvador Costa |
| 16:00           |            |       |         |                |

| 25 de fevereiro | Real Noroeste                     | 2 – 2 | Desportiva Ferroviária | José Olímpio da Rocha |
| 17:30           | Igor Santos 11' · Pedro Pires 50' |       | 56', 70' Victor Rangel |                       |

| 25 de fevereiro | Nova Venécia | 0 – 2 | Rio Branco-ES                | Arena do Leão |
| 15:30           |              |       | 17' (p) Edinho · 56' Mariano |               |

| 26 de fevereiro | Estrela do Norte | 0 – 0 | Rio Branco VN | Sumaré |
| 20:00           |                  |       |               |        |

| 02 de março | Serra    | 1 – 1 | Estrela do Norte  | Robertão |
| 15:30       | Gugu 36' |       | 60' Renato Mattos |          |

| 02 de março | Desportiva Ferroviária                 | 2 – 0 | Porto Vitória | Engenheiro Araripe |
| 15:30       | Júlio Henrique 50' · Victor Rangel 78' |       |               |                    |

| 02 de março | Rio Branco VN                   | 2 – 1 | Vitória-ES          | Olímpio Perim |
| 15:30       | Alysson Caucaia 29' · Jorge 71' |       | 40' Victor Vellaske |               |

| 02 de março | Rio Branco-ES | 0 – 1 | Real Noroeste   | Kleber Andrade |
| 15:30       |               |       | 59' Pedro Pires |                |

| 02 de março | Jaguaré                       | 2 – 0 | Nova Venécia | Conilon |
| 15:30       | Gianlucas 41' · Kainandro 54' |       |              |         |

## Fase Final
Em itálico os clubes que possuem o mando de campo no primeiro jogo. Em negrito, os classificados.
|  | Quartas de final       | Quartas de final | Quartas de final | Quartas de final |       |               | Semifinais       | Semifinais       | Semifinais       | Semifinais       |  |               | Final            | Final            | Final            | Final            |  |  |
|  | 08 a 17 de março       | 08 a 17 de março | 08 a 17 de março | 08 a 17 de março |       |               | 23 a 31 de março | 23 a 31 de março | 23 a 31 de março | 23 a 31 de março |  |               | 06 a 13 de abril | 06 a 13 de abril | 06 a 13 de abril | 06 a 13 de abril |  |  |
|  |                        |                  |                  |                  |       |               |                  |                  |                  |                  |  |               |                  |                  |                  |                  |  |  |
|  | Rio Branco-ES          | 2                | 1                | 3                |       |               |                  |                  |                  |                  |  |               |                  |                  |                  |                  |  |  |
|  | Nova Venécia           | 1                | 1                | 2                |       |               |                  |                  |                  |                  |  |               |                  |                  |                  |                  |  |  |
|  | Nova Venécia           | 1                | 1                | 2                |       | Rio Branco-ES | 2                | 2                | 4                |                  |  |               |                  |                  |                  |                  |  |  |
|  |                        |                  |                  |                  |       | Rio Branco-ES | 2                | 2                | 4                |                  |  |               |                  |                  |                  |                  |  |  |
|  |                        | Porto Vitória    | 1                | 1                | 2     |               |                  |                  |                  |                  |  |               |                  |                  |                  |                  |  |  |
|  | Porto Vitória          | Porto Vitória    | 1                | 1                | 2     | 2             | 3                | 5                |                  |                  |  |               |                  |                  |                  |                  |  |  |
|  | Porto Vitória          |                  |                  |                  |       | 2             | 3                | 5                |                  |                  |  |               |                  |                  |                  |                  |  |  |
|  | Jaguaré                | 3                | 2                | 5                |       |               |                  |                  |                  |                  |  |               |                  |                  |                  |                  |  |  |
|  | Jaguaré                | 3                | 2                | 5                |       |               |                  |                  |                  |                  |  | Rio Branco-ES | 2                | 0                | 2 (3)            |                  |  |  |
|  |                        |                  |                  |                  |       |               |                  |                  |                  |                  |  | Rio Branco-ES | 2                | 0                | 2 (3)            |                  |  |  |
|  |                        | Rio Branco VN    | 1                | 1                | 2 (2) |               |                  |                  |                  |                  |  |               |                  |                  |                  |                  |  |  |
|  | Desportiva Ferroviária | Rio Branco VN    | 1                | 1                | 2 (2) | 0             | 0                | 0                |                  |                  |  |               |                  |                  |                  |                  |  |  |
|  | Desportiva Ferroviária |                  |                  |                  |       | 0             | 0                | 0                |                  |                  |  |               |                  |                  |                  |                  |  |  |
|  | Rio Branco VN          | 0                | 1                | 1                |       |               |                  |                  |                  |                  |  |               |                  |                  |                  |                  |  |  |
|  | Rio Branco VN          | 0                | 1                | 1                |       | Rio Branco VN | 1                | 2                | 3                |                  |  |               |                  |                  |                  |                  |  |  |
|  |                        |                  |                  |                  |       | Rio Branco VN | 1                | 2                | 3                |                  |  |               |                  |                  |                  |                  |  |  |
|  |                        | Vitória-ES       | 0                | 1                | 1     |               |                  |                  |                  |                  |  |               |                  |                  |                  |                  |  |  |
|  | Real Noroeste          | Vitória-ES       | 0                | 1                | 1     | 1             | 2                | 3                |                  |                  |  |               |                  |                  |                  |                  |  |  |
|  | Real Noroeste          |                  |                  |                  |       | 1             | 2                | 3                |                  |                  |  |               |                  |                  |                  |                  |  |  |
|  | Vitória-ES             | 3                | 4                | 7                |       |               |                  |                  |                  |                  |  |               |                  |                  |                  |                  |  |  |

## Público
Maiores Públicos Pagantes
Estes são os dez maiores públicos pagantes do campeonato, sem considerar as partidas com portões fechados.
| N.º | Público | Mandante      | Placar | Visitante              | Estádio        | Data            | Rodada    | Ref.   |
| --- | ------- | ------------- | ------ | ---------------------- | -------------- | --------------- | --------- | ------ |
| 1   | 9 121   | Rio Branco-ES | 0–1    | Rio Branco VN          | Kleber Andrade | 13 de abril     | Final     | [ 5 ]  |
| 2   | 3 661   | Rio Branco-ES | 4–0    | Desportiva Ferroviária | Kleber Andrade | 24 de janeiro   | 2ª        | [ 6 ]  |
| 3   | 3 078   | Rio Branco VN | 1–2    | Rio Branco-ES          | Kleber Andrade | 7 de abril      | Final     | [ 7 ]  |
| 4   | 2 119   | Rio Branco-ES | 1–0    | Vitória-ES             | Kleber Andrade | 18 de fevereiro | 7ª        | [ 8 ]  |
| 5   | 2 119   | Rio Branco-ES | 1–0    | Vitória-ES             | Kleber Andrade | 18 de fevereiro | 7ª        | [ 9 ]  |
| 6   | 1 763   | Porto Vitória | 1–2    | Rio Branco-ES          | Kleber Andrade | 24 de março     | Semifinal | [ 10 ] |
| 7   | 1 555   | Rio Branco-ES | 1–1    | Nova Venécia           | Kleber Andrade | 17 de março     | Quartas   | [ 11 ] |
| 8   | 1 512   | Rio Branco-ES | 1–0    | Rio Branco VN          | Kleber Andrade | 3 de fevereiro  | 5ª        | [ 12 ] |
| 9   | 1 449   | Rio Branco-ES | 2–1    | Porto Vitória          | Kleber Andrade | 30 de março     | Semifinal | [ 13 ] |
| 10  | 1 381   | Rio Branco VN | 2–1    | Vitória-ES             | Olímpio Perim  | 31 de março     | Semifinal | [ 14 ] |

Menores Públicos Pagantes
Estes são os dez menores públicos pagantes do campeonato, sem considerar as partidas com portões fechados.
| N.º | Público | Mandante         | Placar | Visitante              | Estádio        | Data            | Rodada  | Ref.   |
| --- | ------- | ---------------- | ------ | ---------------------- | -------------- | --------------- | ------- | ------ |
| 1   | 17      | Porto Vitória    | 2–1    | Serra                  | Kleber Andrade | 21 de fevereiro | 8ª      | [ 15 ] |
| 2   | 25      | Porto Vitória    | 0–2    | Real Noroeste          | Kleber Andrade | 15 de fevereiro | 7ª      | [ 16 ] |
| 3   | 26      | Real Noroeste    | 1–0    | Estrela do Norte       | Rochão         | 28 de janeiro   | 3ª      | [ 17 ] |
| 4   | 41      | Real Noroeste    | 5–1    | Serra                  | Rochão         | 7 de fevereiro  | 6ª      | [ 18 ] |
| 5   | 72      | Porto Vitória    | 2–1    | Rio Branco VN          | Kleber Andrade | 28 de janeiro   | 3ª      | [ 19 ] |
| 5   | 72      | Real Noroeste    | 2–2    | Desportiva Ferroviária | Rochão         | 25 de fevereiro | 8ª      | [ 20 ] |
| 7   | 83      | Estrela do Norte | 1–1    | Porto Vitória          | Sumaré         | 1 de fevereiro  | 4ª      | [ 21 ] |
| 8   | 85      | Porto Vitória    | 3–2    | Jaguaré                | Kleber Andrade | 15 de março     | Quartas | [ 22 ] |
| 9   | 113     | Real Noroeste    | 2–4    | Vitória-ES             | Rochão         | 16 de março     | Quartas | [ 23 ] |
| 10  | 123     | Nova Venécia     | 1–3    | Porto Vitória          | Zenor Pedrosa  | 8 de fevereiro  | 6ª      | [ 24 ] |

Médias de público
Estas são as médias de público dos clubes no campeonato. Considera-se apenas os jogos da equipe como mandante e o público pagante:
| Pos.  | Time                   | Média | Total  | Mandos | Maior | Menor |
| ----- | ---------------------- | ----- | ------ | ------ | ----- | ----- |
| 1     | Rio Branco-ES          | 2 945 | 20 617 | 7      | 9 121 | 1 200 |
| 2     | Rio Branco VN          | 936   | 6 550  | 7      | 3 078 | 168   |
| 3     | Vitória-ES             | 601   | 4 209  | 7      | 1 080 | 319   |
| 4     | Jaguaré                | 587   | 2 934  | 5      | 759   | 447   |
| 5     | Desportiva Ferroviária | 572   | 2 862  | 5      | 931   | 384   |
| 6     | Serra                  | 369   | 1 843  | 5      | 895   | 198   |
| 7     | Porto Vitória          | 341   | 2 389  | 7      | 1 763 | 17    |
| 8     | Nova Venécia           | 292   | 1 754  | 6      | 424   | 123   |
| 9     | Estrela do Norte       | 215   | 858    | 4      | 315   | 83    |
| 10    | Real Noroeste          | 110   | 658    | 6      | 256   | 26    |
| Total | Total                  | 757   | 44 674 | 59     | 9 121 | 17    |

## Premiação
| Campeonato Capixaba de 2024        |
| ---------------------------------- |
|                                    |
| Rio Branco-ES Campeão (38º título) |

## Técnicos
| Equipe                 | Técnico                                                                    |
| ---------------------- | -------------------------------------------------------------------------- |
| Desportiva Ferroviária | Emerson Nunes (1ª—)                                                        |
| Estrela do Norte       | Ney Barreto (1ª—3ª) Cleiton Marcelino (4ª—)                                |
| Jaguaré                | Giuliano Pariz (1ª—)                                                       |
| Nova Venécia           | Vevé (1ª—8ª) Eleomar Pereira (Quartas de final—)                           |
| Porto Vitória          | Alexandre Grasseli (1ª—Quartas de final) Fábio Brostel (Quartas de final—) |
| Real Noroeste          | Duzinho Reis (1ª—)                                                         |
| Rio Branco-ES          | Rodrigo Cesar (1ª-)                                                        |
| Rio Branco-VN          | Rafael Soriano (1ª—6ª) Leomir Constâncio (7ª—)                             |
| Serra                  | Erich Bomfim (1ª—3ª) Ney Barreto (4ª—)                                     |
| Vitória-ES             | Cassio Barros (1ª—6ª) Rafael Jacques (7ª—)                                 |

## Estatísticas
| Gols | Jogador         | Equipe                 |
| ---- | --------------- | ---------------------- |
| 6    | Victor Rangel   | Desportiva Ferroviária |
| 5    | Diego Fernandes | Nova Venécia           |
| 5    | Pedro Pires     | Real Noroeste          |
| 5    | Robert          | Real Noroeste          |
| 5    | Edinho          | Rio Branco-ES          |
| 5    | Gugu            | Serra                  |
| 5    | Matheus Firmino | Jaguaré                |

| Total | Jogador         | Equipe        |
| ----- | --------------- | ------------- |
| 4     | Jefferson Alves | Porto Vitória |
| 3     | Matheus Costa   | Rio Branco-ES |
| 3     | Carlinhos       | Vitória-ES    |
| 3     | Willian Bersan  | Rio Branco VN |